# نقطه اکو (مجموعه تلوزیونی)
نقطه اکو (انگلیسی: Echo Point) یک مجموعه تلویزیونی استرالیایی است که توسط گروه سوترن استار برای شبکه ۱۰ استرالیا از تاریخ ۱ ژوئن ۱۹۹۵ تا ۱ دسامبر ۱۹۹۵ تولید شد.
این سریال به عنوان یک تلاش از سوی شبکه ۱۰ برای رقابت با سریال رقیب «خانه و دوری» در شبکه ۷ ایجاد شد. داستان سریال بر روی چند خانواده و نوجوان در یک جامعه ساحلی تمرکز داشت و یک داستان مهم و مداوم دربارهٔ یک راز قتل محلی که سال‌هاست حل نشده بود را به تصویر می‌کشید.